# Futbol'nyj Klub Krasnodar 2011-2012
Questa voce raccoglie rosa, risultati e statistiche del Krasnodar nella stagione 2011-2012.

## Stagione
Alla prima stagione nella massima serie russa la squadra arriva nona nella prima fase, dovendo giocare nella seconda fase il girone salvezza. Partita con ampio margine, nella seconda fase la squadra raggiunge facilmente la salvezza, vincensd il girone salvezza.
In Coppa per la prima volta nella sua storia è ammesso direttamente ai Sedicesimi di finale, ma viene immediatamente eliminato dal Fakel, formazione di PFN Ligi.

## Rosa
| N. |                                 | Ruolo | Calciatore              |
| -- | ------------------------------- | ----- | ----------------------- |
| 1  | Russia (bandiera)               | P     | Evgenij Gorodov         |
| 2  | Russia (bandiera)               | D     | Nikolaj Markov          |
| 3  | Serbia (bandiera)               | D     | Dušan Anđelković        |
| 4  | Bielorussia (bandiera)          | D     | Aljaksandr Martynovič   |
| 5  | Georgia (bandiera)              | D     | Aleksandr Amisulashvili |
| 7  | Georgia (bandiera)              | A     | Otar Martsvaladze       |
| 9  | Moldavia (bandiera)             | A     | Igor Picușceac          |
| 10 | Armenia (bandiera)              | A     | Yura Movsisyan          |
| 13 | Russia (bandiera)               | D     | Fëdor Kudrjašov         |
| 14 | Russia (bandiera)               | C     | Vladimir Tatarčuk       |
| 15 | Bosnia ed Erzegovina (bandiera) | D     | Ognjen Vranješ          |
| 16 | Russia (bandiera)               | P     | Denis Pčelincev         |
| 17 | Russia (bandiera)               | D     | Artjom Jankovskij       |

| N. |                        | Ruolo | Calciatore        |
| -- | ---------------------- | ----- | ----------------- |
| 18 | Russia (bandiera)      | P     | Igor' Usminskij   |
| 19 | Russia (bandiera)      | C     | Aleksandr Erochin |
| 21 | Russia (bandiera)      | C     | Oleg Samsonov     |
| 22 | Brasile (bandiera)     | C     | Joãozinho         |
| 23 | Russia (bandiera)      | C     | Andrej Micheev    |
| 24 | Bielorussia (bandiera) | C     | Aljaksandr Kul'čy |
| 25 | Russia (bandiera)      | C     | Evgenij Šipicin   |
| 26 | Portogallo (bandiera)  | C     | Márcio Abreu      |
| 55 | Serbia (bandiera)      | D     | Nemanja Tubić     |
| 71 | Portogallo (bandiera)  | C     | Rui Miguel        |
| 70 | Georgia (bandiera)     | P     | Nuk'ri Revishvili |
| 84 | Montenegro (bandiera)  | C     | Nikola Drinčić    |
|    | Moldavia (bandiera)    | C     | Valeriu Ciupercă  |

## Risultati

### Campionato

#### Stagione regolare
| Machačkala 12 marzo 2011 1ª giornata | Anži | 0 – 0 referto | Krasnodar | Stadio Dinamo |

| Krasnodar 19 marzo 2011 2ª giornata | Krasnodar | 2 – 0 referto | Spartak-Nal'čik | Stadio Kuban' |

| Mosca 3 aprile 2011 3ª giornata | CSKA Mosca | 1 – 1 referto | Krasnodar | Stadio Lužniki |

| Krasnodar 9 aprile 2011 4ª giornata | Krasnodar | 1 – 0 referto | Amkar Perm' | Stadio Kuban' |

| Samara 16 aprile 2011 5ª giornata | Kryl'ja Sovetov Samara | 0 – 0 referto | Krasnodar | Stadio Metallurg (Samara) |

| Krasnodar 23 aprile 2011 6ª giornata | Krasnodar | 1 – 4 referto | Lokomotiv Mosca | Stadio Kuban' |

| Krasnodar 1º maggio 2011 7ª giornata | Krasnodar | 0 – 0 referto | Zenit San Pietroburgo | Stadio Kuban' |

| Kazan' 8 maggio 2011 8ª giornata | Rubin | 2 – 1 referto | Krasnodar | Stadio Centrale di Kazan' |

| Krasnodar 14 maggio 2011 9ª giornata | Krasnodar | 2 – 2 referto | Tom' Tomsk | Stadio Kuban' |

| Mosca 21 maggio 2011 10ª giornata | Spartak Mosca | 4 – 0 referto | Krasnodar | Stadio Lužniki |

| Krasnodar 29 maggio 2011 11ª giornata | Krasnodar | 0 – 1 referto | Dinamo Mosca | Stadio Kuban' |

| Rostov sul Don 10 giugno 2011 12ª giornata | Rostov | 1 – 3 referto | Krasnodar | Stadio Olimp-2 |

| Krasnodar 14 giugno 2011 13ª giornata | Krasnodar | 4 – 2 referto | Volga Nižnij Novgorod | Stadio Kuban' |

| Krasnodar 18 giugno 2011 14ª giornata | Kuban' | 0 – 1 referto | Krasnodar | Stadio Kuban' |

| Krasnodar 22 giugno 2011 15ª giornata | Krasnodar | 0 – 2 referto | Terek Groznyj | Stadio Kuban' |

| Krasnodar 26 giugno 2011 16ª giornata | Krasnodar | 2 – 2 referto | Anži | Stadio Kuban' |

| Nal'čik 24 luglio 2011 17ª giornata | Spartak-Nal'čik | 2 – 2 referto | Krasnodar | Respublikanskij stadion Spartak |

| Krasnodar 31 luglio 2011 18ª giornata | Krasnodar | 1 – 1 referto | CSKA Mosca | Stadio Kuban' |

| Perm' 7 agosto 2011 19ª giornata | Amkar Perm' | 0 – 2 referto | Krasnodar | Stadio Zvezda |

| Krasnodar 14 agosto 2011 20ª giornata | Krasnodar | 1 – 2 referto | Kryl'ja Sovetov Samara | Stadio Kuban' |

| Mosca 21 agosto 2011 21ª giornata | Lokomotiv Mosca | 1 – 0 referto | Krasnodar | Stadio Lokomotiv |

| San Pietroburgo 28 agosto 2011 22ª giornata | Zenit San Pietroburgo | 5 – 0 referto | Krasnodar | Stadio Petrovskij |

| Krasnodar 10 settembre 2011 23ª giornata | Krasnodar | 3 – 1 referto | Rubin | Stadio Kuban' |

| Tomsk 17 settembre 2011 24ª giornata | Tom' Tomsk | 0 – 4 referto | Krasnodar | Trud Stadium |

| Krasnodar 25 settembre 2011 25ª giornata | Krasnodar | 2 – 4 referto | Spartak Mosca | Stadio Kuban' |

| Chimki 1º ottobre 2011 26ª giornata | Dinamo Mosca | 2 – 1 referto | Krasnodar | Arena Chimki |

| Krasnodar 15 ottobre 2011 27ª giornata | Krasnodar | 2 – 0 referto | Rostov | Stadio Kuban' |

| Nižnij Novgorod 22 ottobre 2011 28ª giornata | Volga Nižnij Novgorod | 0 – 2 referto | Krasnodar | Stadio Lokomotiv |

| Krasnodar 29 ottobre 2011 29ª giornata | Krasnodar | 0 – 2 referto | Kuban' | Stadio Kuban' |

| Groznyj 5 novembre 2011 30ª giornata | Terek Groznyj | 2 – 0 referto | Krasnodar | Achmat-Arena |

### Poule salvezza
| Krasnodar 19 novembre 2011 31ª giornata | Krasnodar | 3 – 2 referto | Spartak-Nal'čik | Stadio Kuban' |

| Tomsk 27 novembre 2011 32ª giornata | Tom' Tomsk | 0 – 0 referto | Krasnodar | Trud Stadium |

| Krasnodar 5 marzo 2012 33ª giornata | Krasnodar | 1 – 0 referto | Rostov | Stadio Kuban' |

| Krasnodar 10 marzo 2012 34ª giornata | Krasnodar | 1 – 3 referto | Terek Groznyj | Stadio Kuban' |

| Nižnij Novgorod 17 marzo 2012 35ª giornata | Volga Nižnij Novgorod | 1 – 2 referto | Krasnodar | Stadio Lokomotiv |

| Krasnodar 24 marzo 2012 36ª giornata | Krasnodar | 0 – 1 referto | Amkar Perm' | Stadio Kuban' |

| Samara 21 marzo 2012 37ª giornata | Kryl'ja Sovetov Samara | 1 – 1 referto | Krasnodar | Stadio Metallurg (Samara) |

| Krasnodar 8 aprile 2012 38ª giornata | Krasnodar | 3 – 1 referto | Tom' Tomsk | Stadio Kuban' |

| Rostov sul Don 16 aprile 2012 39ª giornata | Rostov | 1 – 3 referto | Krasnodar | Stadio Olimp-2 |

| Groznyj 22 aprile 2012 40ª giornata | Terek Groznyj | 0 – 1 referto | Krasnodar | Achmat-Arena |

| Krasnodar 27 aprile 2012 41ª giornata | Krasnodar | 2 – 1 referto | Volga Nižnij Novgorod | Stadio Kuban' |

| Perm' 2 maggio 2012 42ª giornata | Amkar Perm' | 2 – 2 referto | Krasnodar | Stadio Zvezda |

| Krasnodar 7 maggio 2012 41ª giornata | Krasnodar | 0 – 2 referto | Kryl'ja Sovetov Samara | Stadio Kuban' |

| Nal'čik 13 maggio 2012 44ª giornata | Spartak-Nal'čik | 3 – 3 referto | Krasnodar | Respublikanskij stadion Spartak |

### Coppa
| Arbitro: | Vadimir Vladimirovich Rogulyov (Mosca) |

|                                                                       |           |             |
| Aleksey Nikolayevič Mikhalov 13’ Aleksandr Aleksandrovič Abroskin 24’ | Marcatori | 55’ Erochin |